# Диян Мачев
Диян Мачев е български актьор и телевизионен водещ.
Роден е на 4 юли 1955 година. Работи в театрите в Хасково и в Сливен. След 1990 година се премества да играе на сцената на Сатиричния театър, където по-известни негови роли са на Гълъб в „Гълъбът“ от Шомов, Методи в „Да убиеш премиер“ от Емил Андреев, Калабушкин в „Самоубиецът“ от Н. Ердман, Шофьорът в „Маршрутка“ от Елин Рахнев, Андрей Андреевич Нюнин в „Сватба“ от Чехов и Вестникарят в „45 години не стигат“ от Иван Кулеков. Диян Мачев е водещ на тв предавания, като „Семейни войни“ и „Големият въпрос“ по Нова телевизия.

## Филмография
- Ние, нашите и вашите (2017)
- Стъклен дом (2010) – Кирил Стоилов
- Магна Аура — изгубеният град (2008) – Карам, търговец, човек от пазара
- Летете с Росинант (2007)
- Фаворитът 2 (2006) – руски директор
- Морска сол (2005)
- Механикът (2005) – Димитрий
- Dalida (2005, тв минисерии)
- Le grand voyage (2004) (като Dean Matchev) – приказлив човек
- Ганьо Балкански се завърна от Европа (4-сер. тв, 2004, в 3 серии: I, III, IV) – файтонджия
- I Am David (2003) – гост на парти
- Пътуване към Йерусалим (2003)
- Рапсодия в бяло (2002) – Лейтенантът
- Разбойници-коледари (2000, 6 серии) – Джиджето
- Памет (1985)
- Последни желания (1983)